# Supercoupe du Burundi de football
La Supercoupe du Burundi de football est un match annuel opposant le champion du Burundi  et le vainqueur de la coupe du Burundi.

## Palmarès
| Édition | Vainqueur                                                                                       | Score | Finaliste                                          |
| ------- | ----------------------------------------------------------------------------------------------- | ----- | -------------------------------------------------- |
| 2019    | Aigle Noir FC de Makamba Champion du Burundi 2018-2019 et vainqueur de la Coupe du Burundi 2019 | 2 - 1 | Rukinzo FC Finaliste de la Coupe du Burundi 2019   |
| 2020    | Musongati FC Vainqueur de la Coupe du Burundi 2020                                              | 2 - 1 | Le Messager FC Ngozi Champion du Burundi 2019-2020 |
| 2023    | Aigle Noir FC de Makamba Vainqueur de la Coupe du Burundi 2023                                  | 1 - 0 | Bumamuru FC Champion du Burundi 2022-2023          |

## Bilan par club
| Club                     | Victoire(s) | Défaite(s) | Édition(s) remportée(s) |
| ------------------------ | ----------- | ---------- | ----------------------- |
| Aigle Noir FC de Makamba | 2           | 0          | 2019, 2023              |
| Musongati FC             | 1           | 0          | 2020                    |
| Rukinzo FC               | 0           | 1          |                         |
| Le Messager FC Ngozi     | 0           | 1          |                         |
| Bumamuru FC              | 0           | 1          |                         |